# Барановский сельсовет (Астраханская область)
Барановский сельсовет — муниципальное образование в Наримановском районе Астраханской области России. Административный центр — село Барановка.
Расположен в центральной части области в 64 км к северу от Астрахани, на левом пойменном берегу реки Волга. Соединение с областным и районным центрами через паромную переправу на р. Волга.

## История
На территории села Петропавловка находилась крепость во времена Хазарского Каганата и Золотой Орды. Об этом свидетельствуют многочисленные археологические находки. Однако археологи не работают целенаправленно на этом месте.
Входящие сёла: Барановка и Петропавловка.
Прежние названия с. Михайловское (1743—1887 гг.), с. Новопавловское (1797—1881 гг.)
Объединение в единый сельсовет произошло в 1919 г. на основе Петропавловской волости Красноярского уезда Астраханской губернии.
6 августа 2004 года в соответствии с Законом Астраханской области № 43/2004-ОЗ установлены границы муниципального образования, сельсовет наделен статусом сельского поселения.

## Население
| 2010  | 2012  | 2013  | 2014  | 2015  | 2016  | 2017  |
| ----- | ----- | ----- | ----- | ----- | ----- | ----- |
| 1051  | ↘1044 | ↗1050 | ↘1033 | ↘1031 | ↘1022 | ↘1016 |
| 2018  | 2019  | 2020  | 2021  |       |       |       |
| ↘1004 | ↘998  | ↘973  | ↗1074 |       |       |       |

## Состав сельского поселения
| № | Населённый пункт | Тип населённого пункта       | Население |
| - | ---------------- | ---------------------------- | --------- |
| 1 | Барановка        | село, административный центр | ↘665      |
| 2 | Петропавловка    | село                         | ↘368      |

## Экономика
Колхоз «Волга» образован в 1956 году, долгое время считался «миллионером». Основные направления деятельности: рыболовство, овощеводство, животноводство.
На данный момент брошен государством, как и всё сельское хозяйство России, и за долги объявлен банкротом, имущество распродаётся на аукционах за бесценок. Разрушена гидромелиоративная система. Уничтожены колхозные постройки, машинные дворы (МТС), распродана техника.
Цех быстрой заморозки овощей создан на базе Летнего Студенческого лагеря в 2001 году. На данный момент прекратил свою деятельность. Имущество распродаётся.
Крестьянско-фермерские хозяйства. С 1999 до 2007 гг. численность КФХ составляла 12 единиц. К 2010 году осталось 2 хозяйства, находящиеся на стадии разорения.

## Культура
2 клуба, в которых проходят дискотеки, культурно-развлекательные и тематические мероприятия.
2 библиотеки. Первая изба-читальня открыта в 1910 году в селе Петропавловка.

## Достопримечательности
Остатки Хазарской крепости в районе бывшей молочно-товарной фермы в с. Петропавловка.
Серный источник в степи северо-восточнее села Петропавловка.

## Персоналии
- Николай Васильевич Ульянин, дед Владимира Ильича Ленина, являлся одним из основателей села Петропавловка в 1796—1797 гг.
- Максим Васильевич Афанасьев, кавалер трёх Орденов Славы за участие в Великой Отечественной войне.
- Алексей Георгиевич Казарин, прокурор Ставропольского края в 1970-е годы.
- Дмитрий Павлович Черкасов, в 1968—1972 гг. заведующий кафедрой радиобиологии, рентгенологии и гражданской обороны Московской государственной академии ветеринарной медицины и биотехнологии имени К. И. Скрябина.